# Parlementaire Assemblee van de NAVO

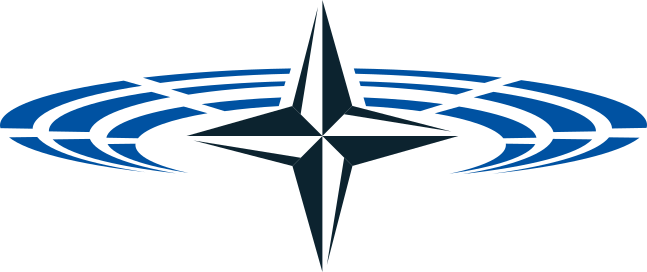
Logo

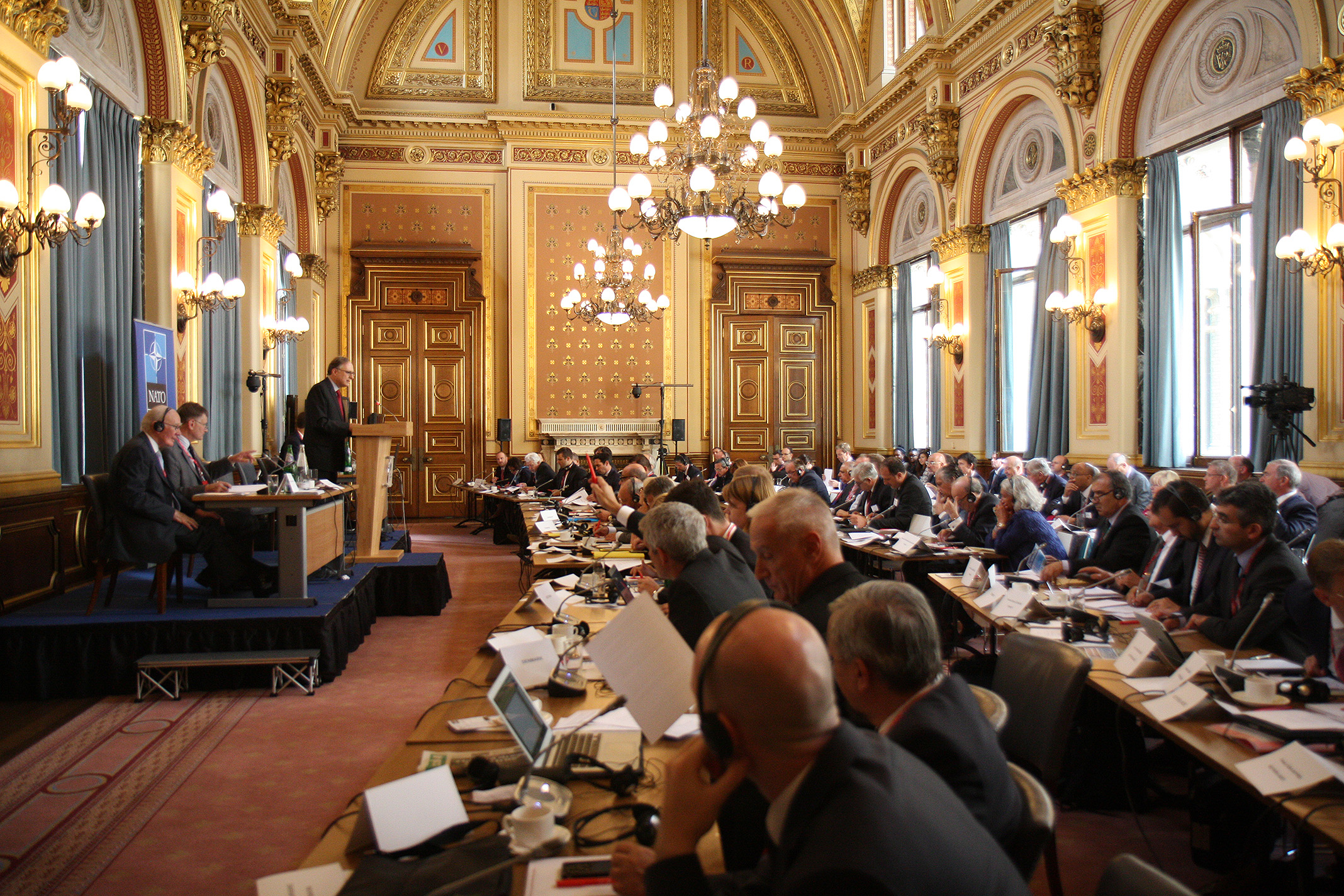
Vergadering van de NAVO Parlementaire Assemblée in Londen in 2014

Lidstaten in groen en buitengewone lidstaten in geel. Rusland is in 2014 uit het Parlementaire Assemblée gezet na de annexatie van de Krim.

De  Parlementaire Assemblee van de NAVO  is een sinds 1955 bestaand overleg van parlementariërs uit de lidstaten en buitengewone lidstaten van de Noord-Atlantische Verdragsorganisatie (NAVO). Het is een overleg van parlementen waarin de 28 lidstaten 257 parlementariërs afvaardigen en de buitengewone lidstaten 66 parlementariërs. 
De NAVO Parlementaire Assemblée dient te fungeren als waakhond van de NAVO en streeft naar transparantie van het NAVO-beleid. Het brengt jaarlijks rapporten uit waarin het haar kijk op veiligheidsaangelegenheden van de NAVO geeft. Het Parlementaire Assemblée kent geen formele relatie met de NAVO en wordt direct gefinancierd vanuit de (buitengewone) lidstaten. Het is verdeeld in commissies en subcommissies per deelgebied en houdt een jaarlijkse vergadering.

## Presidenten
- Wishart McLea Robertson (1955-1956)
- Wayne Hays (1956-1957)
- Johannes Josephus Fens (1957-1959)
- Antoine Béthouart (1959-1960)
- Nils Langhelle (1960-1961)
- Pietro Micara (1961-1962)
- Lord Crathorne (1962-1963)
- Georg Kliesing (1963-1964)
- Henri Moreau de Melen (1964-1965)
- José Soares da Fonseca (1965-1966)
- Jean-Eudes Dubé (1966-1967)
- Matthías Árni Mathiesen (1967-1968)
- Kasım Gülek (1968-1969)
- Wayne Hays (1969-1970)
- Romain Fandel (1970-1971)
- Terrence Murphy (1971-1972)
- John Peel (1972-1973)
- Knud Damgaard (1973-1975)
- Wayne Hays (1975-1977)
- Sir Geoffrey de Freitas (1977-1979)
- Paul Thyness (1979-1980)
- Jack Brooks (1980-1982)
- Peter Corterier (1982-1983)
- Sir Patrick Wall (1983-1985)
- Charles McCurdy Mathias, Jr. (1985-1986)
- Ton Frinking (1986-1988)
- Sir Patrick Duffy (1988-1990)
- Charles Rose (1990-1992)
- Karsten Voigt (1994-1996)
- William Victor Roth Jr. (1996-1998)
- Rafael Estrella (2000-2002)
- Doug Bereuter (2002-2004)
- Pierre Lellouche (2004-2006)
- Bert Koenders (2006-2007)
- José Lello (2007-2008)
- John Sumners Tanner (2008-2010)
- Karl A. Lamers (2010-2012)
- Sir Hugh Bayley (2012-2014)
- Mike Turner (2014-2016)
- Paolo Alli (vanaf 2016)